# Maria Lea Pedini Angelini
Maria Lea Pedini Angelini (San Marino, 15 de julio de 1954) es una política y diplomática sanmarinense. Pertenece al Partido Demócrata Cristiano Sanmarinense.

## Biografía
Egresó de la Facultad de Letras y Filosofía de la Universidad de Bolonia en 1976, con una tesis sobre la museografía en la tradición de los canteros de San Marino. 
En abril de 1981 se convirtió en la primera mujer en acceder al cargo de Capitán Regente de San Marino, junto a Gastone Pasolini.
Desde 1983 hasta 2006 fue directora de la Oficina de Asuntos Culturales y de Información, en el Departamento de Asuntos Exteriores. Más tarde se convirtió en directora del Departamento de Asuntos Europeos.
Desde 1995 es embajadora de San Marino en Suecia.
En 1998 recibió del entonces Presidente de Italia Oscar Luigi Scalfaro la Orden del Mérito de la República Italiana.
En 2005 se encontraba entre los socios que refundaron la Sociedad Dante Alighieri en San Marino, que había sido disuelta en 1974.
Hacia 2007 era directora general del Departamento de Asuntos Exteriores y más tarde fue embajadora.
En 2016, 35 años después de su nombramiento, fue emitido en su honor un sello de € 2,55 por parte de la Azienda Autonoma di Stato Filatelica e Numismatica.

## Honores y condecoraciones

### Órdenes
- Caballero de la Orden al Mérito de la República Italiana ( Italia, 3 de marzo de 1998). Condecorada por el presidente de la república Oscar Luigi Scalfaro,